# Harvelka (Nová Bystrica)
Harvelka je zaniklá vesnice ve správním území Nové Bystrice v okrese Čadca na Slovensku. Vesnice zanikla v roce 1985 v důsledku výstavby vodní nádrže Nová Bystrica. Její katastrální území se stalo součástí obce Nová Bystrica. Ve vsi se narodil Viliam Judák, římskokatolický biskup a profesor církevních dějin.